# Королевство Венгрия
Короле́вство Ве́нгрия (венг. Magyar Királyság) — государство в Центральной Европе, существовавшее почти тысячу лет с 1001 по 1918 год (в 1920—1944 годах также существовало Королевство Венгрия — под руководством регента Миклоша Хорти), и являвшееся ключевой частью Габсбургской монархии с 1526 по 1918 год.
Возникло на западе современной Венгрии и расширило свои владения на всю территорию Венгрии, Трансильвании, Словакии, Воеводины, Закарпатья, Хорватии (за исключением Далмации и Истрии) и некоторых других земель.

## Предыстория
Около 900—1000 годов венгерские племена во главе с Арпадом завоёвывают и заселяют Паннонскую равнину, а также Прикарпатье (Трансильванию), где оседают близкие венграм секеи и чангоши. В отличие от мигрировавших по равнине за три-четыре века до этого славянских племён, венгерские племена вели себя активнее и воинственнее, так как вынуждены были острее конкурировать за ресурсы со славянами (с севера и юга), с немцами (на западе) и румынами/валахами на востоке. 
Венгры совершили несколько успешных вторжений в Западную Европу, пока они не были остановлены Оттоном I, императором Священной Римской Империи в битве на реке Лех.
Отмечается[кем?], что процесс, который вывел на историческую арену мадьяр, а затем вслед за ними хазар, печенегов и куманов (половцев), идентичен тому, который пятью веками раньше воодушевлял гуннов, так же, как и другие степные народы; всё — социологическая мотивация, военная тактика, экономические характеристики, вплоть до пункта назначения — паннонского бассейна — демонстрирует поразительное сходство. Так что притязания средневековой венгерской историографии на наследие Аттилы не случайны.

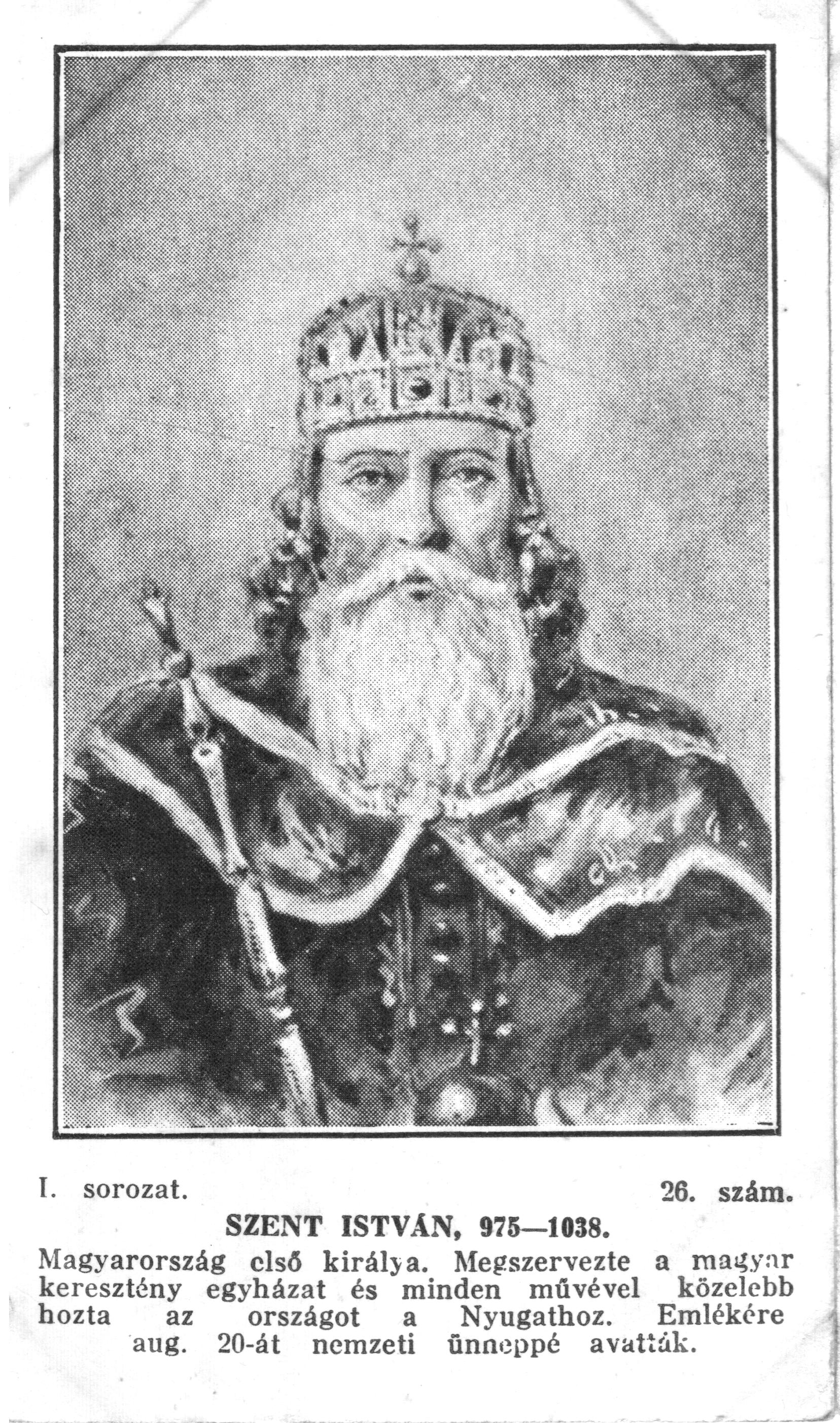
Король Венгрии Иштван I

## Образование королевства
В 1000 году в Эстергоме на Рождество племенной князь Вайк принял католичество, имя Иштван (Стефан) и титул короля. Иштван I (1000—1038), из династии Арпадов, формально признанный королём в 1001 году, после того, как папа Сильвестр II наделил его титулом «апостольское величество», стал первым королём Венгрии. Он окончательно превратил мадьярский союз племён в средневековое европейское королевство, разделил страну на комитаты, во главе которых стояли королевские чиновники — ишпаны. Иштван I ревностно насаждал католичество, подавил мятеж в Трансильвании, ввёл свод законов, отменил рабовладение, выиграл войну с Польшей за Словакию. Иштван I был канонизирован как католический святой в 1083 году и как православный святой в 2000 году.
После его смерти между королевской властью и знатью начался период восстаний и борьбы за власть. В 1051 году армии Священной Римской империи попытались завоевать Венгрию, но потерпели поражение около гор Вертеш. Племянник Иштвана I, Петер Орсеоло (1038—1041, 1044—1046), сын венецианского дожа, наводнил страну немцами и итальянцами, чем вызвал недовольство у большинства венгров. Против него восстал и захватил трон знатный вельможа Шамуэль Аба (1041—1044), который опирался на язычников и беднейших крестьян, жестоко расправляясь с представителями знати. Однако ему не удалось выиграть войну с могущественным германским королём Генрихом III Чёрным в 1042—1044 годах. Потерпев поражение, Шамуэль Аба был свергнут и казнён.
Петер Орсеоло в благодарность за помощь признал себя вассалом Священной Римской империи в 1045 году. Это вызвало негодование венгров, которые призвали в страну трёх сыновей Вазула (Василия), двоюродного брата Иштвана I, ослеплённого по его приказу — Эндре (Андраша), Белу и Левенте, живших при дворе Ярослава Мудрого в Киеве. Королём Венгрии стал Эндре I (1046—1060), женатый на дочери Ярослава — Анастасии.

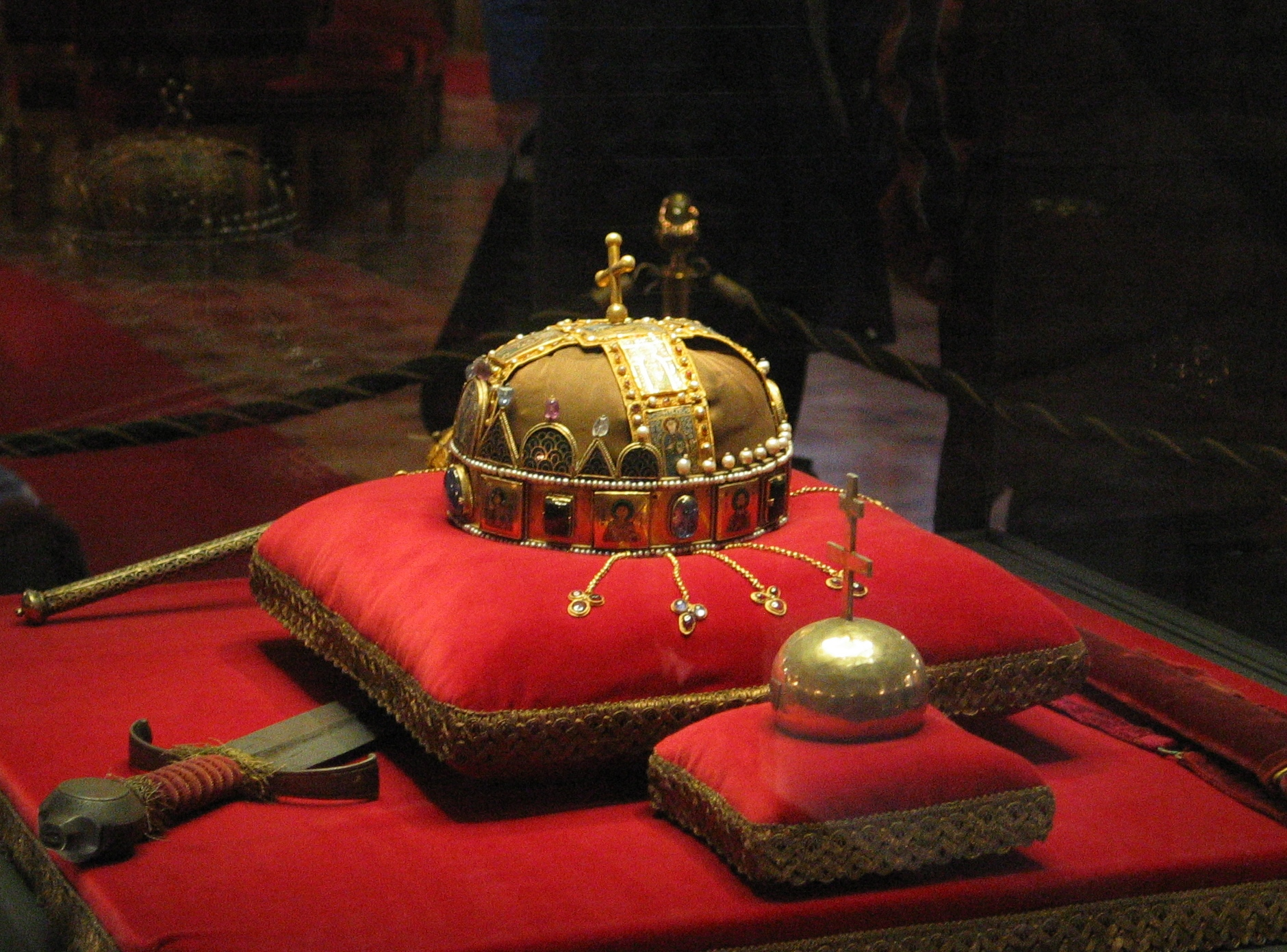
Корона Иштвана Святого (XI—XII вв.)

Эндре не вернулся к язычеству, но вскоре развязал войну с Германией. Он успешно действовал против немцев вместе с братом Белой, которому отдал треть королевства. Однако затем началась война между сторонниками Эндре и Белы, последний одержал победу в союзе с Германией и Чехией. 
Королём стал Бела I (1060—1063), при котором закончился период восстаний. Венгерские летописцы восхваляли Белу I за введение новой валюты — серебряного денария, и за его благосклонность к бывшим сторонникам его племянника, сына Эндре, Шаломона.
Шаламон бежал вместе с матерью в Германию и через три года сел на престол с помощью германских войск (1063 год). Сыновья Белы — Геза, Ламперт и Ласло — вынуждены были подчиниться.
Новым королём стал Шаламон (1063—1074). В 1067 году он успешно воевал с Венецией, поддерживая против неё хорватского бана Дмитара Звонимира, женатого на дочери Белы — Илоне Хорватской. В 1068 году Шаламон разбил вторгнувшихся печенегов в сражении у Керлеша, а в 1071 году в ходе войны с Византией его войска взяли Белград.
Но вскоре возобновилась борьба между королём и его двоюродными братьями. В 1069 году Шаламон одержал победу: Ламперт бежал в Польшу, Ласло на Русь. В 1074 году Шаламон победил и Гезу в сражении при Карцаге, но Ласло привёл с собой поляков и чехов и в битве при Модьороде нанёс королю решающее поражение. Шаламон потерял трон и бежал к печенегам, до конца жизни кочевал вместе со степняками и безуспешно пытался вернуть себе власть.

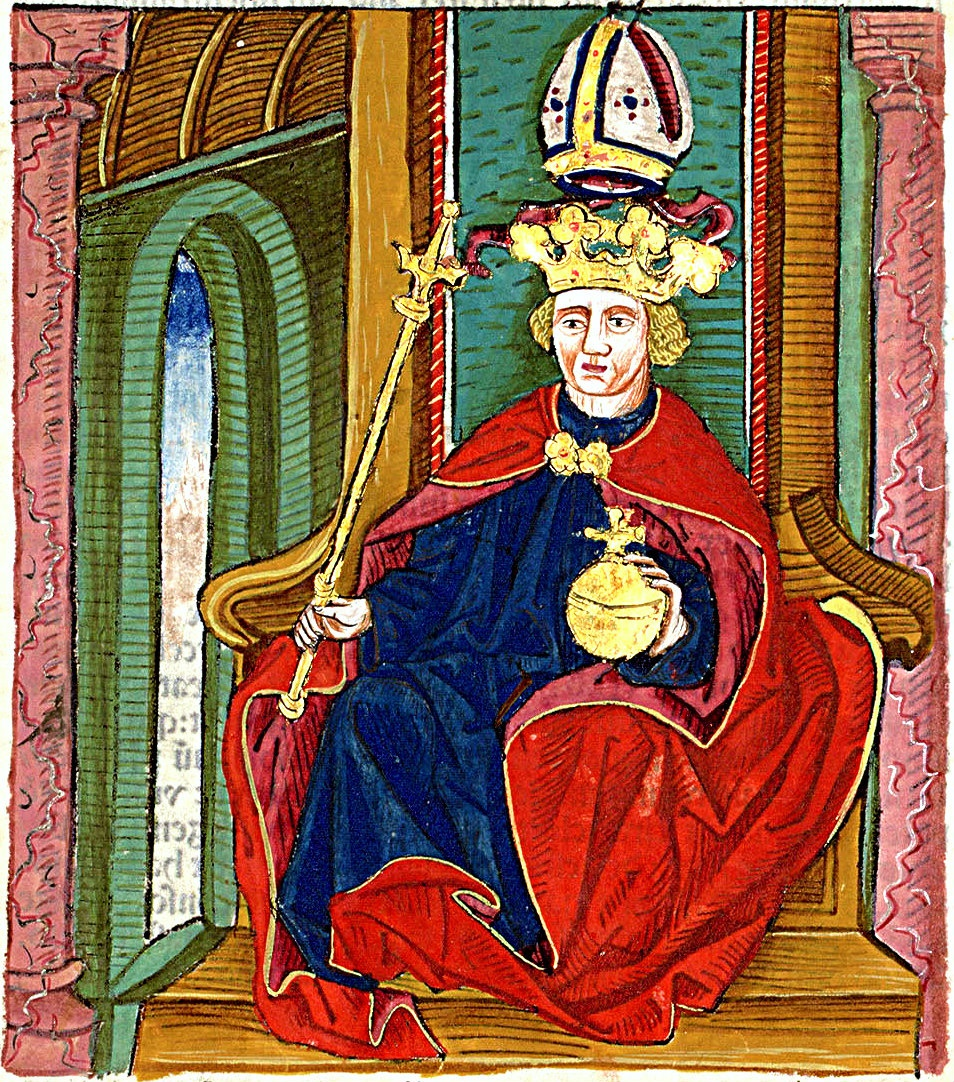
Кальман I Книжник. Ксилография из аугсбургского издания «Хроники венгров» Яноша Туроци (1488)

Воссевший на престол Геза I (1074—1077) был ревностным христианином и восстановил отношения с Византией; император Михаил VII в 1075 году прислал ему новую искусно изготовленную корону взамен утерянной Шаламоном во время бегства.
Гезе наследовал брат — Ласло I Святой (1077—1095), прозванный Святым за чрезмерное благочестие: папа римский даже собирался поставить его во главе Первого крестового похода, чему помешала смерть короля. Правление Ласло было успешным и привело к укреплению королевства: он заставил изгнанного Шаламона примириться с потерей трона, несколько раз отразил вторжения половцев и печенегов, поддерживал папство в борьбе с императором Генрихом IV. После смерти в 1089 году Дмитара Звонимира Ласло I, родной брат его вдовы Илоны, выдвинул претензии на хорватский трон, захватил Славонию, в конце концов возвёл в Хорватии своего племянника Альмоша, сына Гезы I. Другой сын Гезы, Кальман, унаследовал престол после смерти Ласло.
Кальман I Книжник (1095—1116), получивший своё прозвище за пристрастие к литературе (главным образом богословской), покровительствовал наукам и искусствам, издал два свода законов, официально запретил ведовские процессы («De strigis vero quae non sunt, nulla amplius quaestio fiat» — «О ведьмах, каковых на самом деле не существует, не должно быть никаких судебных расследований»). При проходе крестоносцев через его владения Кальман перебил целый отряд, который начал грабить венгерские земли, заставив прочих крестоносцев соблюдать дисциплину, и тем оградил Венгрию от разорения.
В 1099 году Кальман I вмешался в междоусобицу в Киевской Руси, поддержав великого князя Святополка II против галицких Ростиславичей, но его армия потерпела сокрушительное поражение в битве у Перемышля от галичан и половцев.
После заключения договора с хорватской знатью и коронации Кальмана I как «короля Хорватии и Далмации» в Биограде-на-Мору в 1102 году обе страны — Венгрия и Хорватия — объединились под одной короной, что привело к образованию личной унии обоих государств. Хорватия сохраняла значительную внутреннюю автономию и непосредственным управлением хорватских земель занимались хорватские баны.
К 1105 году Кальман I отвоевал у венецианцев Далмацию. Больше всего неприятностей доставил Кальману его брат Альмош, который долгое время претендовал на трон, призывая на помощь то немцев, то чехов, то поляков; в конце концов Альмош был ослеплён по приказу короля вместе с сыном — Белой.
Правление Иштвана II (1116—1131), сына Кальмана, было заполнено неудачами: Иштван проиграл войну с Чехией (1116 год), с Венецией (1116—1125 годы), безуспешно вторгался на Волынь (1121—1123 годы). Не принесла победы и война с Византией (1127—1129 годы). Умирая, он передал трон ослеплённому им же племяннику — Беле, сыну Альмоша.
Бела II Слепец (1131—1141) делил власть со своей женой Илоной (Еленой Сербской) и её братом Белошем, которого назначил главнокомандующим. Несколько лет им пришлось воевать с очередным претендентом — Борисом Коломановичем, внуком Владимира II Мономаха. Борис несколько лет вторгался в Венгрию при помощи соседних государей, но так и не добился успеха. При Беле II была восстановлена власть венгров над частью Далмации (1136 год) и присоединена Босния (1137 год), ставшая вассалом Венгии. В 1139 году венгры вмешались в войну между великим князем киевским Ярополком II в войне с главным соперником — Всеволодом Ольговичем, и помогали ему при осаде Чернигова.
Сын Белы II — Геза II (1141—1162) тоже должен был вести войну с Борисом Коломановичем. Женой Гезы II была дочь киевского князя Мстислава I Великого — Евфросинья (королева Фружина); её брата Изяслава II, волынского князя, Геза II поддерживал в его многолетней борьбе за Киев с Юрием Долгоруким. В 1151 году эта борьба завершилась победой Изяслава. В 1152 году Изяслав и Геза разбили на реке Сан галицкого князя Владимирко, союзника Долгорукого.
Затем главной проблемой для венгерского короля стал конфликт с Византией, куда перебрался Борис Коломанович в 1150-х годах. Геза II, в свою очередь, поддержал против византийского императора Мануила I его двоюродного брата Андроника Комнина. В конце концов Борис погиб в войне с венграми, и в 1155 году был заключён мир между Венгрией и Византией.
Позже Геза II вступил в союз с Германией, и в 1158 году венгерский отряд принял участие в осаде Милана войсками Фридриха I Барбароссы.
К концу правления Гезы новую угрозу ему и его наследнику Иштвану III создали младшие братья короля — Ласло и Иштван (последний даже вступил в брак с Марией Комнин, племянницей византийского императора).
После смерти Гезы братья захватили власть — сначала Ласло II (1162—1163), а после его смерти — Иштван IV (1163). Оба признавали себя вассалами Византии. Но в июне 1163 года Иштван III всё-таки занял престол при поддержке армии германского императора Фридриха I Барбароссы, а византийское вторжение в Венгрию было отражено в том же году.
Однако по завещанию Гезы II Хорватия и Далмация должны были перейти под управление Белы, младшего сына Гезы. Когда император Мануил понял, что не сможет восстановить на троне Иштвана IV, он потребовал от его племянника Иштвана III (1162—1172) в обмен на признание его королём уступить пограничную область Серемшег и отдать Белу в заложники в Константинополь. Как только Бела оказался в Византии, Мануил начал войну с Иштваном III под лозунгом защиты прав Белы и добился того, что в 1167 году Хорватия и Далмация фактически оказались под контролем Византии. Бела, воспитанный при константинопольском дворе, стал истинным византийцем по языку, привычкам и обычаям, даже принял имя Алексей и, вероятно, перешёл в православие. Когда в 1172 году Иштван III умер (возможно, не своей смертью), его младший брат без труда утвердился на троне под именем Белы III (1172—1196).
Новый король был недоволен отсталостью Венгрии по сравнению с культурной Византией, поэтому всемерно поощрял развитие в стране образования, посылал венгров учиться в Италию, Францию, Англию; при нём королевство процветало, казна была полна, королевская власть очень сильно укрепилась. После смерти Мануила в 1180 году Бела III вернул под венгерскую власть земли Хорватии, а во время череды переворотов в Византии отнял у неё города Браничев и Белград. Затем Бела III выдал свою дочь Маргит (Маргариту) за нового императора Исаака II и примирился с империей в 1185 году.
В 1188 году венгры завоевали Галицкое княжество, воспользовавшись борьбой за власть между наследниками Ярослава Осмомысла, но бесчинства венгров привели к восстанию галичан и бегству из Галича сына короля — Эндре (Андраша), которого Бела III пытался сделать галицким князем. Однако в целом его могущество было велико, Венгрия стала одним из сильнейших феодальных королевств Европы.
После смерти Белы III снова началась война за престол между его двумя сыновьями: против короля Имре (1196—1204) выступил его младший брат Эндре (Андраш). Большинству венгров больше нравился весёлый и легкомысленный Эндре, чем слушавшийся священников Имре. В 1197 году Эндре одержал победу над войсками короля и вынудил брата уступить ему Хорватию и Далмацию. Но в 1199 году Имре нанёс ему поражение и заставил бежать в Австрию под защиту Бабенбергов. По миру 1200 года братья договорились признать наследниками друг друга.
В 1201 году Имре подчинил Сербию, в 1202—1203 годах воевал с Болгарией, в конце концов провозгласил себя королём и Сербии, и Болгарии, но в войне с болгарским царём Калояном потерпел поражение.
В 1204 году война за трон возобновилась. Имре прекратил войну смелым поступком: в одиночку явился в лагерь брата и потребовал от него капитуляции. Поражённый Эндре не осмелился сопротивляться и позволил королю увести себя в тюрьму. Затем братья снова примирились, но вскоре Имре неожиданно умер. Эндре стал опекуном его малолетнего сына Ласло III (1204—1205) и быстро захватил всю власть. Вдова Имре, Констанция Арагонская, бежала в Вену, но здесь Ласло III внезапно скончался от болезни.

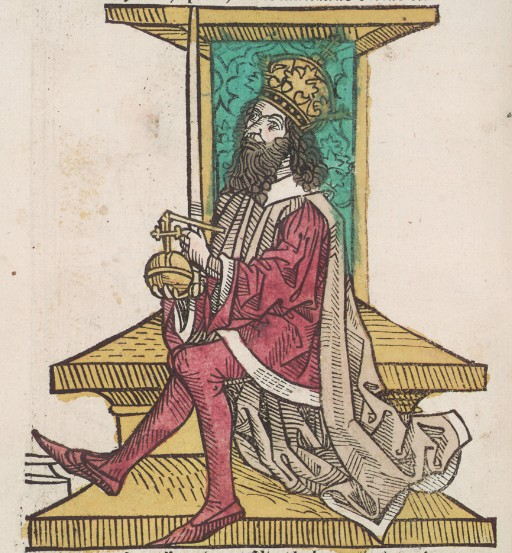
Король Эндре II. Ксилография из издания «Хроники венгров» Яноша Туроци кон. XV — нач. XVI в.

Королём стал Эндре II по прозванию Крестоносец (1205—1235). Он щедро раздавал королевские земли своим сторонникам и проводил авантюрную внешнюю политику; центральная власть при нём быстро ослабла. Много лет Эндре II посылал войска за Карпаты, в Галицко-Волынское княжество, которое раздирала жестокая борьба между претендентами после гибели могущественного князя Романа Мстиславича в 1205 году. Эндре даже провозгласил себя «королём Галиции и Лодомерии» (под «Лодомерией» понималось Волынское княжество со столицей во Владимире-Волынском). Однако все походы в итоге оказались безуспешными.
Пока Эндре тратил силы в борьбе за Галич, Венгрией управляла его жена, королева Гертруда Меранская. Она раздавала земли своим фаворитам, которые безнаказанно совершали разного рода преступления. В конце концов недовольные вельможи устроили заговор и зверски убили королеву в 1213 году, причём Эндре наказал только главу заговорщиков, простив остальных, что возмутило его сына и наследника Белу. Эндре предпочёл отправиться в Палестину, став во главе Пятого крестового похода (1217—1221 годы). Действия венгров в Палестине были в целом неудачны, после нескольких рейдов по мусульманской территории Эндре вернулся в Венгрию, уступив Асеням спорные города Браничев и Белград за свободный проход венгерской армии через Болгарию.
В отсутствие короля Венгрия окончательно впала в состояние анархии, феодалы практически вышли из подчинения, казна была расхищена. Младший сын Эндре II, Кальман (Коломан) в 1219 году был изгнан из Галича Мстиславом Удатным. Наконец, в 1222 году Эндре был вынужден подписать «Золотую буллу» — аналог «Великой хартии вольностей», изданной в Англии семью годами раньше. «Золотая булла» гарантировала права главным образом высших сословий и духовенства и официально позволила феодалам выступать против короля в случае ущемления их прав.
Эндре II пытался опереться на рыцарей Тевтонского ордена, которым предоставил место для поселения в Барцашаге (в Трансильвании), однако уже через несколько лет изгнал их из королевства, и в 1226 году они переселились в Прибалтику.
Тем временем сын и наследник Эндре II, Бела, назначенный управлять Хорватией и Далмацией, начал отнимать там земли у своевольных магнатов. Андраш сместил Белу и назначил на его место Кальмана, а Беле отдал под управление Трансильванию. Третьего сына, Эндре-младшего, король несколько лет упорно пытался возвести в Галиче, пока наконец Даниил Галицкий не выгнал венгерские войска. Эндре-младший умер во время этой войны, а королю в 1235 году наследовал его старший сын — Бела IV (1235—1270).

## Монгольское вторжение (XIII век) и его последствия

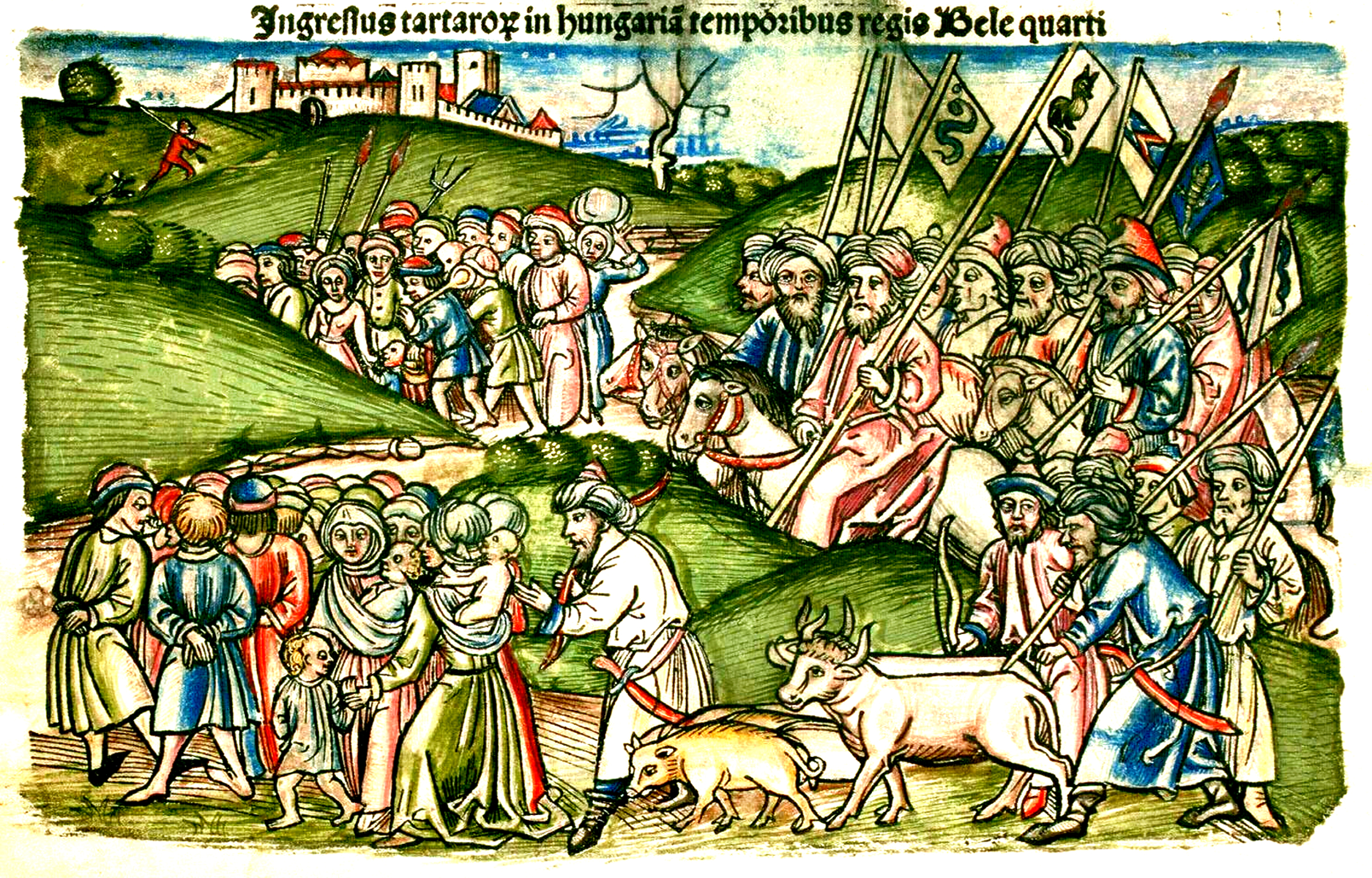
Вторжение татар в Венгрию в 1241 г. Ксилография из аугсбургского издания «Хроники венгров» Яноша Туроци (1488)

Поход внука Чингисхана Бату-хана на запад, начавшийся в 1236 году, был во многом продиктован желанием монголов окончательно уничтожить половецкую орду, остатки которой укрылись на территории Венгрии после разгрома половцев в южнорусских степях. Весной 1241 года, опустошив Галицко-Волынское княжество, монгольская армия несколькими отрядами перевалила через Карпаты. Бату-хан прорвался в Венгрию на севере, через «Русские ворота», Бури и Кадан — через Молдову в Трансильванию, а Бучек — через Валахию с юга. Главные силы под командованием Субэдея двигались по пути Кадана (одновременно значительная часть монгольского войска вторглась в Польшу и прошла через неё без особого сопротивления). Бела IV собирал войска под Пештом, в то время как передовые части венгров были разбиты 12 марта 1241 года. 14 марта несколько венгерских баронов, недовольных союзом короля с половецкой ордой, убили главного хана — Котяна, и других знатных половцев. После этого половцы оставили Белу и двинулись в Болгарию. Младший брат Бату-хана — Шибан вышел 15 марта к лагерю венгерского короля. Бела IV сначала придерживался оборонительной тактики, но когда венграм стало известно, что монгольские силы вдвое уступают им по численности, а немалую часть армии Бату-хана составляют русские новобранцы, он решил дать монголам сражение. Несколько дней монголы отступали, проделав примерно половину обратного пути до Карпат, затем 11 апреля 1241 года Бату внезапно атаковал армию Белы и нанёс ему полное поражение в битве на реке Шайо.
Бела IV бежал в Австрию, к герцогу Фридриху II Воителю, которому за помощь отдал свою казну и три западных комитата (с гг. Мошон и Шопрон). Монголы овладели всей территорией Венгрии к востоку от Дуная, уже назначали своих наместников и делали набеги на запад, доходя до окрестностей Вены. Но чешский король Вацлав I Одноглазый и австрийский герцог Фридрих Воинственный успешно отбивали все набеги монголов; хотя Кадан со своим отрядом прошёл через Хорватию и Далмацию до Адриатического моря, закрепиться в Венгрии монголы не успели. В декабре 1241 года скончался монгольский каган Угэдей; по монгольским обычаям, на период до избрания нового кагана следовало прервать все военные действия и собраться на курултай в Монголии. Ожидалось избрание на престол Гуюк-хана, личного недоброжелателя Бату-хана. В этих условиях монголы решили уйти из Венгрии и в 1242 году начали отступление через Сербию и Болгарию в южнорусские степи.
В результате монгольских вторжений погибло от 15 до 25 % населения Венгрии, то есть от 300 000 до 500 000 человек. Наибольший ущерб был нанесён равнинным регионам, где было разрушено 50–80 % поселений. Венгрия лежала в развалинах: «...путник мог ехать по стране 15 дней, не встретив по дороге ни одного человека; голод был так велик, что продавали человеческое мясо. Свирепствовали эпидемии, повсюду рыскали стаи волков, они даже осаждали деревни.» Столица и экономический центр страны — Эстергом — была разрушена в ходе монгольской осады, из-за чего новой столицей стал город Буда (ныне — часть Будапешта). 

## Второй расцвет
Уже через четыре года после ухода монголов Венгрия под управлением Белы IV возродилась почти в прежнем состоянии. На опустевших местах были расселены немецкие и валахские поселенцы, в страну были приглашены евреи, а половцам (куманам) были предоставлены земли для кочевий (в последствии Половецкая орда стала частью венгерской армии). При нем было построено множество крепостей для защиты от будущих вторжений. В знак благодарности венгры провозгласили Белу IV-го «вторым основателем родины», а сама Венгрия ожила и снова стала значимой силой в Европе.
В 1242 году Бела отнял у австрийского герцога Фридриха Воинственного три западных комитата с городом Эстергом. В 1243—1244 годах неудачно воевал с венецианцами, которым уступил Задар. В 1243 годах он выдал свою дочь Анну за наследника черниговского и галицкого престолов — бывшего новгородского князя Ростислава Михайловича, и в 1245—1250 годах опять принимал участие в династической борьбе за Галич, продолжавшейся и после монгольского нашествия. На этот раз Бела пытался возвести в Галицком княжестве уже не венгерского принца, а своего ставленника Ростислава. Однако неоднократные поражения заставили короля прекратить войну и заключить с Даниилом Романовичем Галицким окончательный мир. Для своего зятя Ростислава Михайловича Бела IV создал особое наместничество — новый банат Мачва в северной Сербии (с центром в Белграде). Бан Ростислав долго правил в этой области, выдал свою дочь Елизавету (Эржебет) за юного болгарского царя Михаила I Асеня, после чего начал вмешиваться и в болгарские дела — как с помощью Белы IV, так и самостоятельно.

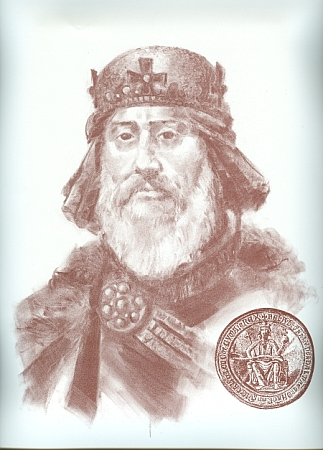
Король Венгрии и Хорватии Бела IV

После смерти Фридриха Воинственного пресеклась династия Бабенбергов в Австрии. Бела IV попытался овладеть Австрией; началась борьба за наследство Бабенбергов, в которой принимали участие короли Чехии и Венгрии, галицко-волынский князь Даниил Романович и римская курия. В 1254 году Бела IV добился утверждения своей власти над Штирийским герцогством, но в последующие годы борьба возобновилась. Венгры (с союзными куманами) потерпели поражение 12 июля 1260 года в битве при Кресенбрунне. В итоге Бела не удержал Штирию, которая в конце концов, вслед за Австрией, была присоединена к владением чешского короля Пржемысла Отакара II (1261 год).
Последние годы правления Белы IV были омрачены борьбой со старшим сыном — Иштваном, который вынудил отца сначала передать ему Трансильванию, а затем разделить с ним королевство по Дунаю. Умирая, Бела даже передал управление королевством не законному наследнику Иштвану, а своей дочери Анне Венгерской, супруге бана Ростислава; однако её зятю Пржемыслу Отакару II не удалось защитить права Анны на регентство. Новый король Иштван V заключил в 1270 году союз с королём Польши Болеславом V Стыдливым, а 21 мая 1271 года Иштван нанёс полное поражение чешской королевской армии и заставил Пржемысла Оттокара заключить мир. Но в 1272 году сам Иштван V умер молодым, и в стране началась долгая смута.
Последние годы правления Белы IV были омрачены борьбой со старшим сыном — Иштваном V, который вынудил отца сначала передать ему Трансильванию, а затем разделить с ним королевство по Дунаю. Умирая, Бела даже передал управление королевством не законному наследнику Иштвану, а своей дочери Анне Венгерской, супруге бана Ростислава; однако её зятю Пржемыслу Отакару II не удалось защитить права Анны на регентство. Новый король Иштван V заключил в 1270 году союз с королём Польши Болеславом V Стыдливым, а 21 мая 1271 года Иштван нанёс полное поражение чешской королевской армии и заставил Пржемысла Оттокара заключить мир. Но в 1272 году сам Иштван V умер молодым, и в стране началась долгая смута.
При малолетнем сыне Иштвана V — Ласло IV (1272—1290) стала править вдова Иштвана, куманка Эржебет, дочь хана Котяна. Её сторонникам удалось сорвать попытку захватить трон, которую предпринял молодой принц Бела, сын бана Ростислава.
Затем в стране развернулась борьба феодальных клик, одну из них возглавлял клан Чаков, другую — кланы Кёсеги и Гуткелед. Началась многолетняя разорительная междоусобица. В 1277 году Эржебет, стремясь избавиться от опеки магнатов, провозгласила 15-летнего Ласло совершеннолетним, и его поддержали все, кто желал прекращения феодальной анархии. Ласло IV заключил союз с австрийским герцогом Рудольфом I Габсбургом и вместе они нанесли сокрушительное поражение чешской армии в битве у Сухих Крут (1278 год), могущественный Пржемысл II погиб, авторитет Ласло IV поднялся ещё выше.
Но венгерские магнаты боялись усиления короля и особенно его опоры на куманов; папский легат Филипп, прибывший в Венгрию, обвинил короля в язычестве, потребовал крещения куман. Это вызвало конфликт между королём и его сородичами по матери: Ласло IV фактически отказался исполнять требование папы, в ответ легат отлучил от церкви короля и наложил интердикт на всю Венгрию. Королю пришлось выступить против куманов, к 1282 году он победил их и заставил подчиниться, но лишь убедился, что война с ними подорвала королевскую власть. Тогда молодой король бросил свой двор и ушёл в куманскую орду, стал жить в шатре, одеваться по-кумански; у венгров Ласло IV получил прозвище Кун, то есть Куман, Половец. Он теперь легко нарушал христианские обычаи, распутничал с легкомысленными половчанками, законную жену заточил в монастырь.
В 1285 году из Золотой Орды вторглась татарская армия под предводительством полководцев Ногая и Тулабуги; они дошли до Пешта и разорили восточную Венгрию. В 1287 году папа римский Николай IV даже поставил вопрос об организации крестового похода против Ласло, свержении венгерского короля и возведении его племянника Карла Мартелла Анжуйского — сына сестры Ласло, Марии, и короля Неаполя — Карла II Хромого. В 1290 году Ласло IV был зарублен в своём шатре тремя куманами — вероятно, наёмными убийцами; детей у него не было, и главная линия Арпадов пресеклась. На престол был возведён Эндре III (1290—1301), внук Иштвана V, сын венецианки Томазины Морозини.
Однако и Андраш III не мог править спокойно: утверждали, что его отец Иштван Постум был незаконнорожденный и его фактическим отцом являлся палатин Денеш (Дионисий). По этой причине претензии на престол помимо Карла-Мартелла выдвинули Альбрехт, сын Рудольфа I Габсбурга, и даже самозванец Эндре Славонский, якобы младший брат Ласло IV. Все правление Эндре III провёл в борьбе с мятежниками, сумел победить Альбрехта и женился на его дочери Агнессе, но подавить своеволие магнатов так и не смог. После его внезапной смерти в 1301 году началась борьба за наследство Арпадов.
На престол выдвинули притязания сын чешского короля Вацлава II — будущий король Чехии Вацлав III (Ласло Чех, король Венгрии в 1301—1305 годах), обручившийся с дочерью Эндре III; нижнебаварский герцог Оттон Виттельсбах (Отто, король Венгрии в 1305—1307 годах), внук Белы IV, а также сын умершего в 1295 году Карла Мартелла — Карл-Роберт (Карой I), который короновался в Эстергоме ещё в 1301 году, но не сумел захватить трон.
Большинство венгерских магнатов поддержало чешского претендента, однако на стороне Кароя выступили ставший королём Германии Альбрехт Габсбург, папа Бонифаций VIII и могущественный хорватский магнат Павел Шубич. В 1305 году Ласло Чех отказался от престола в пользу Оттона Баварского, который был коронован под именем Белы V. Карой с успехом вёл против него военные действия; влиятельный трансильванский воевода Ласло Кан в 1307 году захватил Отто в плен и заставил покинуть страну.
19-летний Карой I оказался единственным претендентом и в 1308 году наконец стал королём, основав Анжуйскую династию. Однако крупнейшие магнаты — Ласло Кан и Матэ Чак — не подчинялись молодому королю; по всей Венгрии феодалы правили как независимые государи. Карой I (1308—1342) много лет потратил на то, чтобы восстановить королевскую власть. Наконец смерть Матэ Чака в 1321 году и свержение Младена Шубича в 1322 году позволили королю объединить Венгрию; в 1323 году он перенёс свою резиденцию из Темешвара в Вишеград.
Карой I сумел возродить экономику, опираясь на доходы от золотых рудников, умело провёл финансовую и таможенную реформы. Однако его внешняя политика, направленная в первую очередь на подчинение Боснии, Сербии и Валахии, была неудачной: в 1330 году он потерпел сокрушительное поражение от валашского господаря Басараба I, в 1336 году — от сербского короля Стефана Душана, в результате чего потерял Белград.

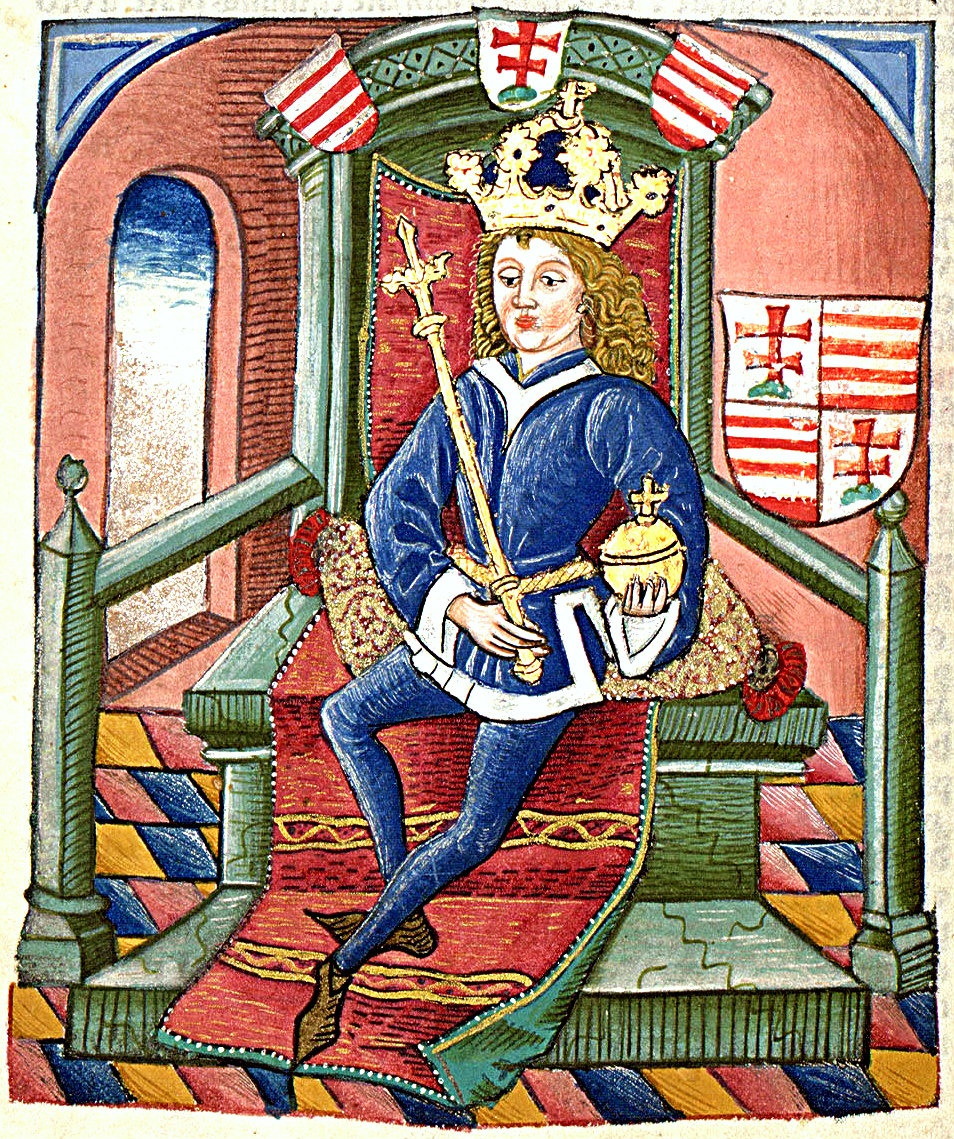
Король Лайош Великий. Ксилография из аугсбургского издания «Хроники венгров» Яноша Туроци (1488)

Сын Кароя I и Эржебет (Елизаветы, дочери польского короля Владислава Локотка и сестры Казимира III Великого) — Лайош (Людовик) I, носил королевский титул в 1342—1382 годах. Его правление традиционно считается периодом максимального расцвета военно-политического могущества Венгрии. При Лайоше I многие государства Балканского полуострова признавали своим сюзереном венгерского короля.
В 1347 году Лайош предпринял большой поход в Италию, чтобы отомстить за смерть младшего брата — Эндре, убитого по приказу его жены королевы Неаполя Джованны I. Венгерская армия прошла через Верону, Романью, мимо Рима и в феврале 1348 года вступила в Неаполь. Лайош назначил по городам Неаполитанского королевства своих наместников, но эпидемия чумы, охватившая в то время Европу, вынудила его увести армию.
В 1349 году венгры снова вторглись в Южную Италию под начальством Иштвана Лацкфи, воеводы трансильванского; королевство было охвачено жестокой войной между сторонниками Джованны и Лайоша. В 1350 году сам Лайош высадился в Италии и подступал к Неаполю, но покровительство папы Климента VI помогло Джованне заключить выгодный мир, в итоге венгры вынуждены были покинуть Неаполитанское королевство.
Эпидемия чумы обошла Венгрию стороной, поскольку она все ещё оставалась сравнительно редкозаселенной страной: в результате страны Западной Европы во 2-й половине XIV века пережили упадок, а Чехия, Венгрия, Польша и Литва — подъём. Походы в Италию поспособствовали развитию культуры среди венгров; Лайош поощрял образование, открывал школы, в 1367 году — академию. Он покровительствовал крестьянам и горожанам, заменил барщину оброком, сделал своей столицей Буду вместо Вишеграда.
Лайош тоже предпринимал походы в Галицкую Русь, однако в итоге уступил эту страну своему дяде по матери, польскому королю Казимиру III Великому. В 1353 году он отразил вторжение ордынских татар, вытеснил их из Молдавии. На Балканы Лайош предпринял больше дюжины походов, главным образом под лозунгом искоренения богумильской ереси. Против Венеции он заключил союз с Генуей, начал войну за далматинские города, действуя не только в Далмации, но и в Северной Италии. К началу 1358 года почти все города Далмации признали власть Венгрии, в том же году Лайошу I добровольно подчинился бан Боснии, Твртко I. Дубровник перешёл под протекторат Венгрии, с этого времени начался расцвет города, продолжавшийся до 1526 года.
Как сын Эржебет, сестры короля Польского Казимира III, не имевшего законного наследника, Лайош в 1370 году получил и польскую корону. Польско-венгерская уния (1370—1382) принесла Лайошу больше проблем, чем славы; поляки были недовольны тем, что он почти не бывал в Польше, отдав её в управление матери, Эржебет (Эльжбете), а она окружила себя венгерскими придворными; в Польше царила анархия, с этого времени здесь началось засилье шляхты.
У Лайоша тоже не было сыновей, поэтому он оставил Венгрию и Польшу своим дочерям — Марии и Ядвиге.
При Марии (1382—1387 годы) правила её мать Эржебет, дочь боснийского бана Степана Котроманича. Мария была обручена с сыном германского императора Карла IV Люксембурга — Сигизмундом. Однако враждебная партия в 1385 году сумела возвести на венгерский престол неаполитанского короля Карла III, под именем Кароя II (1385—1386 годы).
Карой II на короткий срок объединил два королевства, но уже в феврале 1386 года был убит в результате заговора, который организовала Эржебет. Против вдовствующей королевы, в свою очередь, выступили хорваты, которые поддержали претензии на венгерский престол сына Кароя II — Владислава, ставшего королём Неаполя.
В 1387 году хорваты захватили в плен Эржебет и Марию, при этом Эржебет была убита, а Марию вызволил Сигизмунд Люксембург, который привёл свои войска в Венгрию и стал королём (Жигмонд, 1387—1437 годы).
В правление Жигмонда феодалы снова усилились, хорваты вообще отложились при поддержке Владислава Неаполитанского (не оставившего своих претензий) и Твртко I, короля Боснии. В 1395 году Жигмонд нанёс хорватам решительное поражение, после чего возглавил крестовый поход против турок, которые к этому времени начали делать набеги на земли южных вассалов Венгрии. Однако 25 сентября 1396 года турки под предводительством Баязида I в Никопольском сражении наголову разгромили войско крестоносцев. После этого феодальная анархия в Венгрии усилилась, хорваты снова вышли из-под контроля, Владислав в 1403 году в Загребе возложил на себя венгерскую корону.
Война закончилась в 1409 году: Жигмонд сохранил трон, а в 1410 году добился короны императора «Священной Римской империи». В дальнейшем он много занимался германскими делами, а также борьбой против гуситов в Чехии. Однако венгры немало гордились императорским титулом Жигмонда и больше не пытались свергнуть его с трона. Зато с юга венграм начали грозить турки, которые уже покорили Македонию, Болгарию и Албанию и совершали разорительные набеги на Боснию, Валахию, Сербию, все чаще вторгались в южные провинции Венгрии.
Зять и наследник Жигмонда Альберт правил недолго (1438—1439) и умер, оставив сына Ласло V.

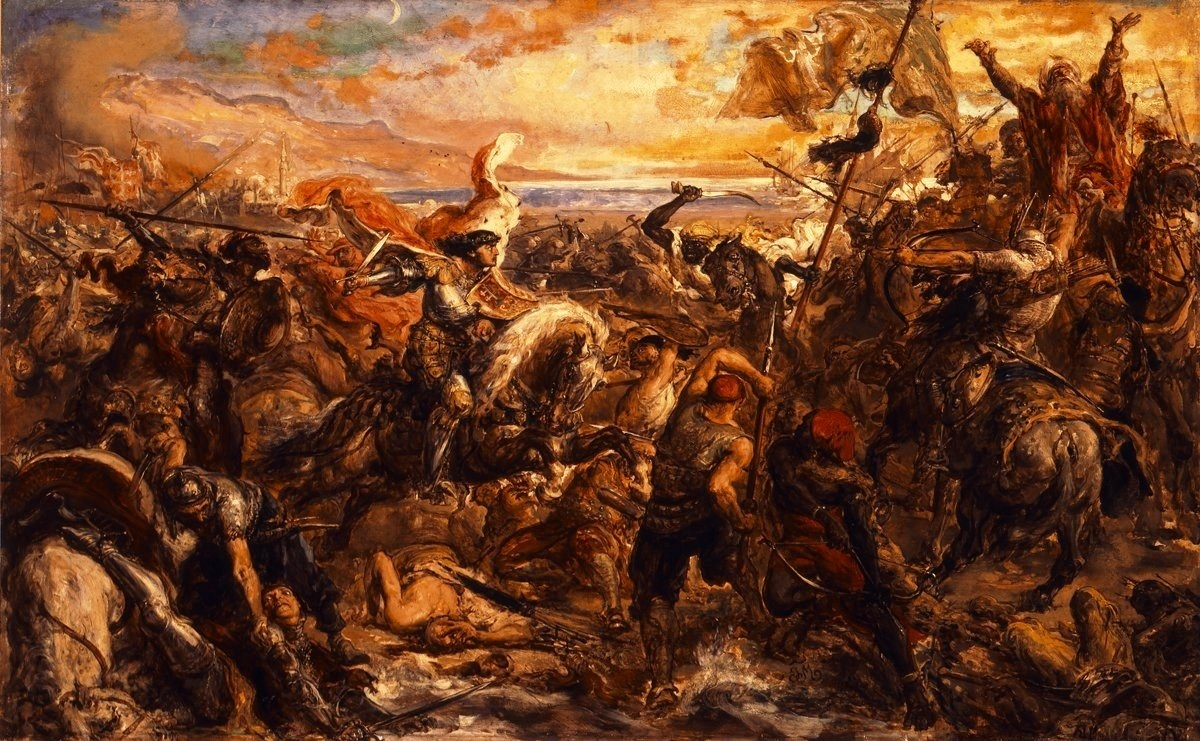
Уласло I в битве при Варне (1444). Худ. Ян Матейко

Но воинственная партия призвала на престол молодого короля Польши Владислава III и в 1440 году короновала его под именем Уласло I — надеясь, что он успешно возглавит борьбу против турок, которые в этом году уже осаждали Белград. Главными союзниками Уласло I стали два сильнейших магната — Миклош Уйлаки и Янош Хуньяди, сын выходца из Валахии; опираясь на них, Уласло I победил сторонников Ласло Габсбурга, затем возглавил новый крестовый поход против турок в 1443—1444 годах).
Первоначально кампания была успешна, турки вынуждены были заключить мир, согласившись на признание независимости Албании и Сербии. Но сторонники войны были возмущены, они требовали освобождения Болгарии, мечтали дойти до Иерусалима. Они уговорили молодого короля нарушить мир и возобновить поход. В 1444 году султан Мурад II нанёс полное поражение крестоносцам в битве при Варне, Уласло пал в бою, турецкие набеги возобновились.
Сторонники Уласло пошли на компромисс с германским императором Фридрихом III Габсбургом, поддерживавшим претензии своего родственника Ласло V. Он был признан королём Венгрии (1444—1457 годы), а Янош Хуньяди — регентом (1446—1452 годы). Малолетний Ласло V до 1453 года находился в Австрии, фактически в полном распоряжении Фридриха III, а Венгрия, ослабляемая набегами турок, продолжала оставаться в состоянии междуцарствия.
Партию Ласло V поддерживал чешский полководец Ян Гишкра, подчинивший себе всю Словакию, союзник гуситской Чехии. В 1453 году Ласло V стал наконец королём Венгрии, при нём стал править соперник Яноша Хуньяди — словенский граф Ульрик Циллеи.
Хуньяди продолжал править на юге, отражая набеги турок, нередко своими силами. В 1456 году он нанёс турецкому султану Мехмеду II Завоевателю сокрушительное поражение в сражении под Белградом (считается, что эта битва на 80 лет отсрочила падение Венгерского королевства). Однако вскоре Янош Хуньяди умер от чумы. Его старший сын Ласло Хуньяди убил Ульрика Циллеи и в свою очередь был убит королём Ласло V. Вдова Хуньяди и его свояк, Михай Силадьи, подняли мятеж; Ласло V, опасаясь мести семьи Хуньяди, бежал в Прагу, захватив в качестве пленника младшего сына Яноша, 14-летнего Матьяша Хуньяди. Но в ноябре 1457 году умер и сам король Ласло V (тоже от эпидемии), его линия пресеклась, трон Венгрии оказался вакантным.
Громкая слава Яноша Хуньяди побудила мелкое дворянство и горожан в январе 1458 года провозгласить королём Матьяша, при котором Венгерское королевство пережило последний период расцвета.

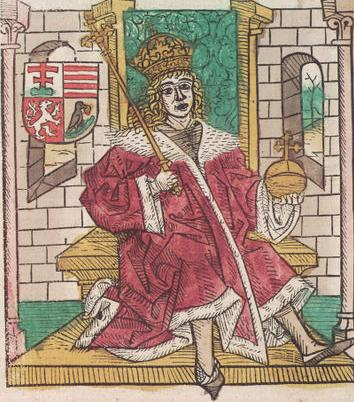
Король Матьяш Хуньяди. Ксилография из издания «Хроники венгров» Яноша Туроци кон. XV — нач. XVI в.

Матьяш I Хуньяди (1458—1490) получил прозвище Корвин (Ворон), так как эта птица была изображена на его гербе. Матьяш был неутомимым воином, хорошим правителем и образованным меценатом. Первые годы его правления прошли среди усобиц и борьбы враждующих группировок феодалов, главными соперниками были предводитель баронов Михай Силадьи и архиепископ Эстергома, просветитель и гуманист, хорват Янош Витез. Последний одержал победу и стал канцлером; его союзник, чешский король-гусит Йиржи Подебрад, выдал свою дочь Каталину замуж за Матьяша. Совместными усилиями Матьяша и Витеза было создано регулярное войско — «Чёрная армия». Матьяш Корвин успешно отражал набеги турок, которые к 1459 году окончательно завоевали Сербию, а в 1463 году — Боснию. В 1464 году Матьяш отнял у турок ключевую боснийскую крепость — Яйце, но смерть папы Пия II в том же году положила конец надеждам на организацию общеевропейского крестового похода против Османов.
Это побудило Матьяша выдвинуть новую стратегию борьбы с турками — создания на Дунае сильной монархии, включающей соседние христианские страны. Поэтому Корвин перенёс центр тяжести своей внешней политики на запад. Поскольку его жена Каталина скончалась в 1464 году, союз между Чехией и Венгрией ослабел. В 1466 году Матьяш развязал против Йиржи Подебрада т. н. Богемскую войну (1466—1478). В ходе этой войны к Венгрии были присоединены Моравия и Силезия; преемник Подебрада — Владислав Ягеллон, сын польского короля Казимира IV — удержал лишь Чехию и Лужицы.
В 1482 году Матьяш начал войну против германского императора Фридриха III и в 1485 году взял Вену, отняв у Габсбургов их наследственные владения. Под власть Корвина перешли Австрия, Штирия и Каринтия. Придворная «Chronica Hungarorum» Яноша Туроци объявила венгров потомками гуннов, а Корвина — «вторым Аттилой».
Венгрия при короле Матьяше I переживала ещё невиданный культурный расцвет, огромная королевская библиотека стала крупнейшей в Европе. В 1476 году Матьяш женился на дочери неаполитанского короля Ферранте I — Беатрисе; она была популярна в народе, поощряла просветительскую деятельность короля. По просьбе Беатрисы Матьяш отправил в Италию генерала Балаша, который в 1481 году отнял у турок город Отранто, захваченный накануне Мехмедом II. Однако брак с Беатрисой был омрачён отсутствием сыновей, в результате Матьяш решил отдать престол своему незаконному сыну Яношу Корвину. Но магнаты не пожелали его коронации и выдвинули кандидатуру Владислава Ягеллона, короля Чехии. В 1490 году Янош Корвин был разгромлен в битве у горы Чонт и примирился с выбором магнатов, получив титул герцога Славонии.

## Упадок независимой Венгрии, её раздел
В 1490 году венгерский престол занял чешский король Владислав II Ягеллон под именем Уласло II (1490—1516); в правление Уласло II и его сына Лайоша II Чехия и Венгрия были на 36 лет объединены личной унией.
Воцарение Уласло сопровождалось потерей всех завоеваний Матьяша Хуньяди: сын императора Фридриха III, Максимилиан Габсбург, без особого труда отвоевал Австрию, а Силезия и Моравия в результате венгро-чешской унии воссоединились с Чехией.
Став королём Венгрии, Уласло II переехал в Буду и с тех пор мало занимался чешскими делами; но королевская власть при нём пришла в упадок не только в Чехии, но и в Венгрии. Новый король никогда не оспаривал решения королевского совета, получив среди венгров прозвище «Владислав Добже» (или «Владислав Бене»), поскольку почти на каждое предложение отвечал «Хорошо». По требованию дворянства Беатриса, вдова Матьяша, вышла замуж за Уласло II. Влиятельной фигурой стал канцлер Тамаш Бакоц, архиепископ Эстергома, чья блестящая карьера началась при Матьяше с рядового чиновника. В целом время правления Уласло II стало самым безмятежным периодом со времён Жигмонда. Но после смерти Матьяша Корвина турки приободрились, и набеги на Венгрию снова стали регулярными.
Уласло II настолько подчинялся воле дворянства во всех вопросах, что в его правление не возникло ни одного мятежа либо заговора. Феодалам удалось добиться отмены многих прогрессивных нововведений. В то время, как во всей Европе создавались централизованные монархии, венгерские дворяне именно в этот период настояли на отмене военного налога, что означало роспуск наёмной (то есть регулярной) армии; в интересах дворян был издан декрет, обязывающий города и местечки, не имеющие статуса королевских, выплачивать натуральную десятину местным феодалам. К концу XV века к венгерским дворянам перешло преобладание как в государственном совете, так и в королевском суде. Наконец, в правление Уласло II был принят ряд законов, санкционировавших закрепощение крестьян и резкое увеличение барщины.
В то же время рост цен на сельскохозяйственные продукты в Западной Европе стимулировал развитие венгерской экономики, однако всеми выгодами от роста экспорта пользовалось привилегированное сословие. Внутри этого сословия тоже усилилась борьба — между крупными магнатами и основной массой венгерского дворянства. В 1498 году государственное собрание установило перечень 41 крупного землевладельца, которые имели право и обязанность содержать собственные войска. В 1503—1504 годах обострилась борьба между дворянами и магнатами по вопросу о назначении палатина, а в 1504 году — из-за наследства умершего Яноша Корвина. Победу одержали дворяне и их кандидат на наследство Янош Запольяи, хорват по происхождению, воевода Трансильвании, который вскоре стал лидером «дворянской партии».
В 1505 году дворяне провели закон о запрете наследовать корону любому иностранцу — вопреки желанию Уласло II, Габсбурга по матери, передать трон австрийским Габсбургам в случае прекращения венгро-чешской линии Ягеллонов. В 1506 году Уласло II заключил соответствующее соглашение с правителем Австрии Максимилианом I, вызвав возмущение венгерских дворян, которое сгладило только рождение в том же году наследника от третьей жены короля, Анны де Фуа.
В 1512 году османский престол занял султан Селим I Явуз (Грозный), который возобновил агрессивную политику, турки начали набеги на южные области Венгрии. В 1513 году папа Лев X поручил организацию нового крестового похода против турок епископу Тамашу Бакоци, бывшему крепостному крестьянину, возвысившемуся при Матьяше Корвине и ставшему крупным эстергомским землевладельцем. Тамаш Бакоц в короткий срок собрал 40-тысячное войско куруцев (крестоносцев), во главе которого встал мелкий дворянин Дьёрдь Дожа, происходивший из трансильванских секеев. Венгерские феодалы, встревоженные созданием огромной крестьянской армии, испугались их выхода из-под контроля и в мае 1514 года вынудили короля отменить крестовый поход.

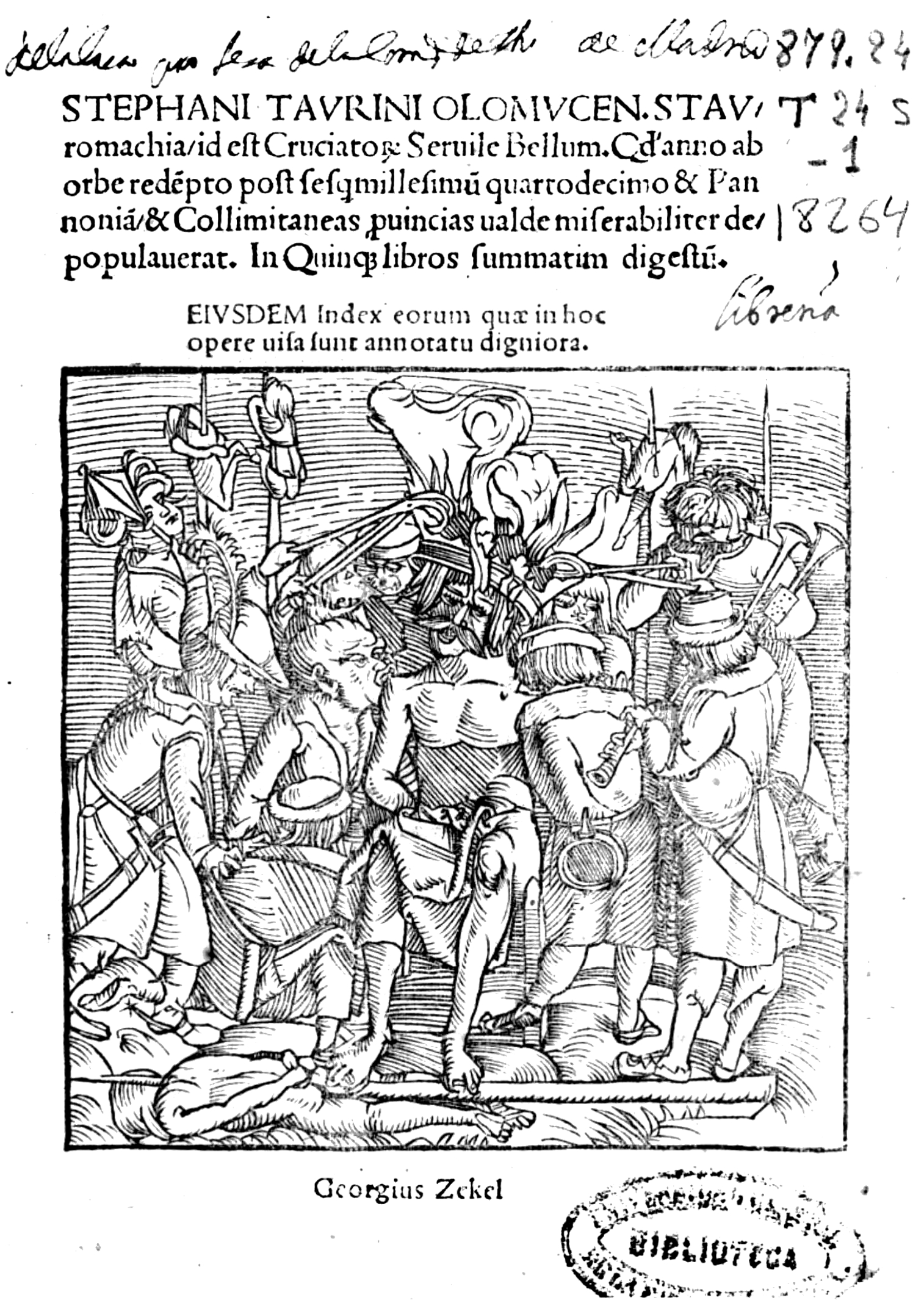
Казнь Дьёрдя Дожи. Гравюра из немецкого издания поэмы Иштвана Таурина «Ставромахия» (1519)

Возмущённые куруцы открыли военные действия против феодалов, летом 1514 года восстание охватило большую часть Венгрии. 15 июля руководители дворянской армии — Иштван Батори и Янош Запольяи нанесли решающее поражение восставшим, Дьёрдь Дожа был взят в плен и 20 июля казнён с невиданной ранее жестокостью. К осени восстание было подавлено, при этом феодалы истребили до 50 тысяч мятежников. В октябре — ноябре 1514 года были приняты законы, ещё больше ухудшившие положение венгерских крестьян: были утверждены разделение на сословия, прикрепление крестьян к земле на вечные времена, еженедельная барщина и т. д. Силы венгерской нации были окончательно подорваны.
Сын Уласло II — 10-летний Лайош II (1516—1526) первые годы правил под опекой своего дяди, польского короля Сигизмунда I Ягеллона. Ещё в 1515 году его женили на принцессе Марии Австрийской (дочери испанского короля Филиппа I Красивого), а его сестра Анна вышла замуж за наследника австрийского трона Фердинанда I. Однако, несмотря на поддержку своей умной и талантливой жены, Лайош II был не в силах обуздать феодальную анархию, в которую все глубже погружалась Венгрия. В 1521 году султан Сулейман I Кануни захватил Белград.

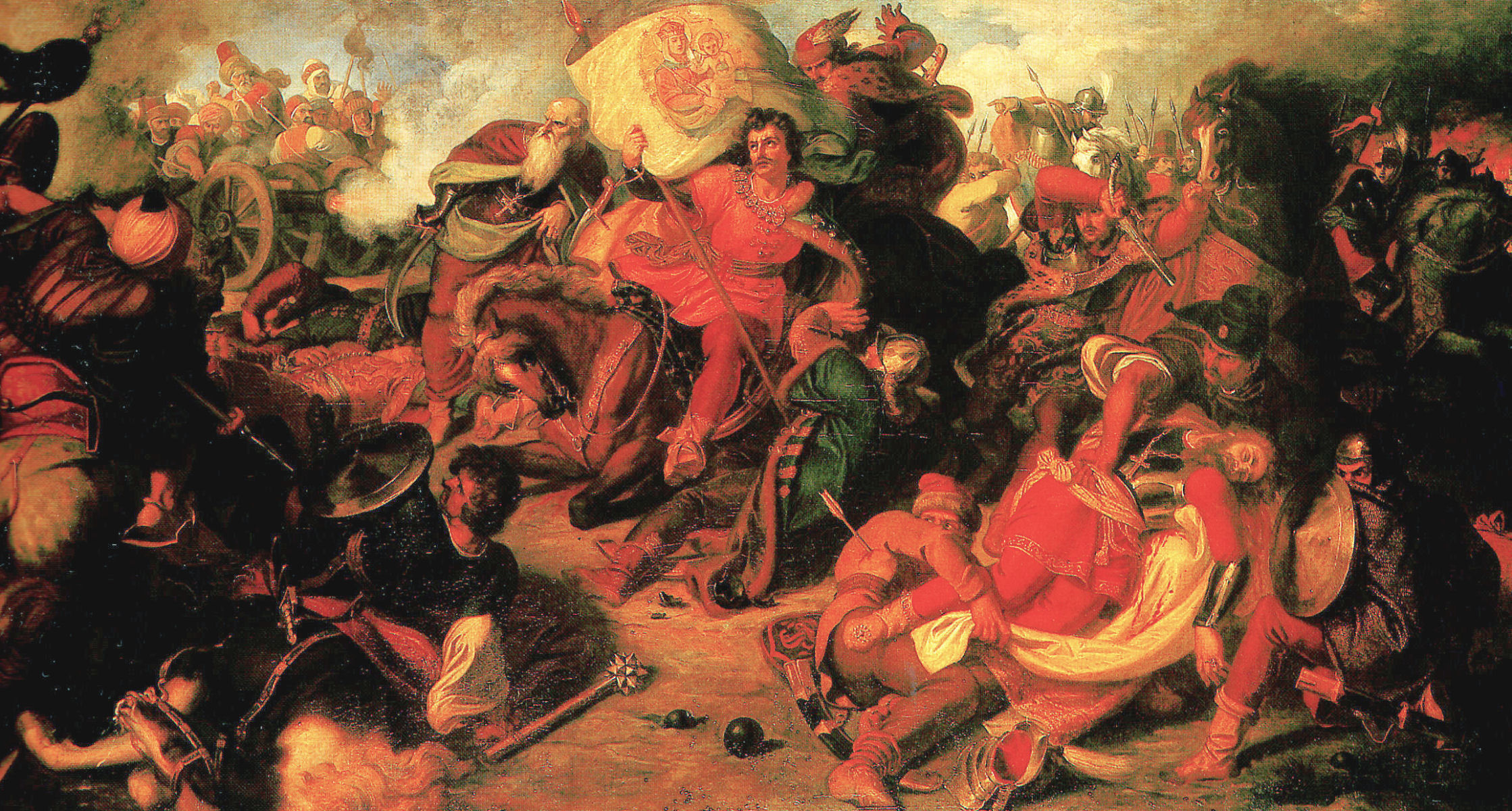
Битва при Мохаче. Худ. Мор Тан (1856)

В 1522 году Лайош II был объявлен совершеннолетним. Он пытался заручиться поддержкой европейских королей против Османов, обращался к папе римскому, дожу Венеции, к Польше, Англии и Австрии. Однако венгерских послов повсюду встречали холодно, в самой Венгрии Лайошу уже не подчинялось большинство дворян.
29 августа 1526 года в битве при Мохаче 50-тысячная армия османского султана Сулеймана I во главе с великим визирем Ибрагим-пашой нанесла 25-тысячному венгерскому войску жестокое поражение: главной причиной стала наступившая феодальная анархия, многие венгерские дворяне не явились на призыв короля, феодалы так и не решились вооружить крестьян. Лайош II утонул в болоте во время бегства, через 12 дней Сулейман вступил в столицу, которая сдалась туркам без боя. Турки грабили все земли до Пешта и Балатона, только в первый год вывели в плен до 200 тысяч человек.
Вдовствующая королева Мария бежала в Пожонь (венгерское название Братиславы); в сентябре 1526 года Фердинанд I Габсбург был избран королём чешским, но венгерским королём на сейме в Секешфехерваре 11 ноября провозглашён Янош Запольяи. Однако Фердинанд, подкупив многих вельмож, 17 декабря 1526 года был избран и королём Венгрии. На территории Венгрии, ещё не попавшей под власть турок, началась многолетняя война между сторонниками Фердинанда и Яноша Запольяи, при этом венгерские феодалы постоянно переходили из одного лагеря в другой, преследуя только собственные выгоды.
После Битвы при Мохаче в 1526 году и гибели в битве короля Лайоша II последовал распад Венгрии на Королевскую Венгрию, отошедшую Фердинанду Габсбургу по праву наследования (его жена Анна Ягеллонка была сестрой павшего в бою Лайоша), Османскую Венгрию — территорию, фактически завоёванную османами, и Восточно-Венгерское королевство, королём которого сейм избрал Яноша Запольяи. Хорватия, несколько веков находившаяся в унии с Венгрией, начала переговоры с новым венгерским королём Фердинандом Габсбургом по поводу его вступления на хорватский трон. В следующем году Цетинский сабор избрал его королём Хорватии.

## Под властью Габсбургов и османов

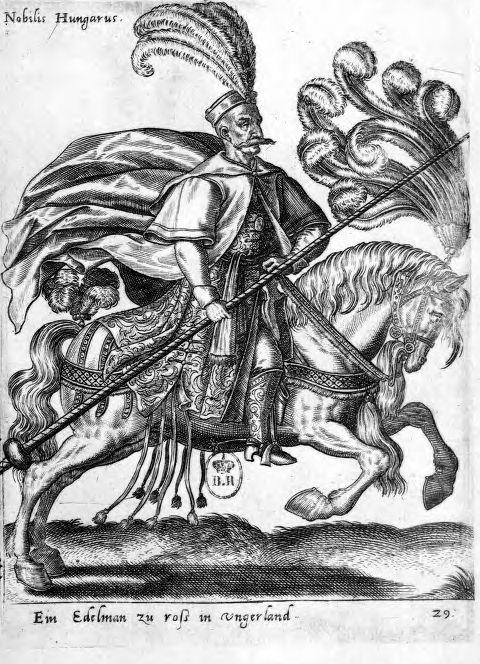
Венгерский всадник. Гравюра Авраама де Брейна, 1576 г.

В 1541—1699 годах Венгерское королевство переживает военно-экономический упадок и большая часть придунайской Венгрии переходит под власть турок-османов. Австрия сохранила контроль над некоторыми периферийными регионами. Османская империя разворачивает активную (и довольно успешную) кампанию по исламизации региона, пока не наталкивается на сопротивление Габсбургской империи.
Политика Габсбургов состояла в укреплении своей власти всеми средствами в Венгрии и проведении католической реакции, при этом Габсбурги пренебрегали интересами Венгрии и задачами борьбы с турками. Оттого население Венгрии отчасти предпочитало даже власть турок.
Королевская Венгрия, остававшаяся под властью Габсбургов, существовала как составная часть австрийского государства со столицей в Пресбурге (Пожони). Сразу после избрания венгерским королём Фердинанд I создал своё правительство (губерниум), главой которого был палатин; если этот пост оказывался вакантным, управление получал один из венгерских архиепископов или епископов. Семьи Баттяни, Батори, Эрдеди, Надашди, Зриньи и другие венгерские кланы занимали в Пожони высокие должности или, возглавляя комитат, имели под командованием многочисленные группы среднего дворянства. Они содержали значительные частные армии и роскошные дворы. Сословия Королевской Венгрии ревностно отстаивали свои права перед Габсбургами, и автономия венгров в составе Австрии была отнюдь не номинальной.
В XVI веке в Венгрии, особенно в Трансильвании, быстро распространяется кальвинизм, который заставил сильно потесниться католическую церковь, хотя Реформация и не восторжествовала полностью. Чрезвычайная популярность протестантизма в народе объяснялись тем, что он давал удовлетворительные ответы на вопросы, волновавшие венгерское общество. Согласно католической трактовке, турки были небесной карой, ниспосланной на венгров за грехи; по протестантской концепции, венгры были богоизбранным народом, подвергнутым суровым испытаниям: доказав твёрдость своей веры, венгры будут освобождены от власти чужеземцев. Протестантское вероучение уделяло особое внимание системе образовательных учреждений всех уровней; даже в самых бедных приходских школах самых маленьких трансильванских сёл можно было найти превосходных школьных учителей; при Матьяше обычной книгой считался иллюстрированный рукописный сборник, стоивший целое состояние, а всего столетие спустя печатное издание Гомера можно было купить на рынке по цене, равной стоимости килограмма мяса или галлона вина.
Ещё три австро-турецкие войны (1551—1562, 1566—1568, 1592—1606) привели к незначительному расширению османских владений в Венгрии.
Успешное наступление австрийцев в 1590-х годах было сведено на нет католическими фанатиками, которые в короткий срок вызвали возмущение населения на землях, отвоёванных у турок. В 1604 году император Рудольф II восстановил здесь прежние законы против еретиков; ответом стало мощное восстание в Трансильвании, его возглавил магнат-кальвинист Иштван Бочкаи, его сторону приняли гайдуки, боровшиеся ранее против Османов. В 1605 году Бочкаи вторгся в Венгерское королевство, его отряды дошли до Штирии. Брат Рудольфа II — Маттиас, наместник императора в Венгрии, — фактически выступил против императора, овладел властью в Венгрии и поспешил примириться с венгерскими протестантами. 23 июня 1606 года по договору в Вене Маттиас признал за венгерскими дворянами и городами свободу вероисповедания и уступил Бочкаи семь горных комитатов Венгрии.
По Ситваторокскому (Живаторокскому) мирному договору между Австрией и Турцией император освобождался от уплаты дани за единовременную компенсацию в 200 тысяч форинтов. Тогда же умер Иштван Бочкаи, в Трансильвании власть захватил Жигмонд Ракоци. Маттиас открыто выступил против Рудольфа, в 1608 году стал королём Венгрии под именем Матьяша II (1608—1618), а в 1612 году сверг брата и с австрийского престола, вновь объединив габсбургские владения. Маттиас заплатил за венгерскую корону реставрацией всех привилегий венгров времён Ягеллонов: палатин был уполномочен заменять монарха в его отсутствие, без согласия сеймов король не имел права объявлять войну, из крепостных гарнизонов он должен был удалить всех офицеров, кроме венгров.
Фердинанд II (1619—1637) подтвердил конституционные права Венгрии. Поглощённый западными делами и Тридцатилетней войной, он невольно давал некоторую свободу внутренней жизни Венгрии. Но притеснения протестантов продолжались и при Фердинанде.
Той же политики держался и Фердинанд III (1637—1657), но относительно венгерской конституции он, как и предшественники его, был осторожен, так как Венгрия ещё пользовалась избирательным правом, и Габсбурги постоянно должны были её задабривать.
В 1663 году началась новая австро-турецкая война. По Вашварскому миру 10 августа 1664 года между Австрией и Турцией османские войска были выведены из Трансильвании, но она осталась под верховной властью султана, в нескольких трансильванских крепостях — Нове-Замки (Эршекуйвар), Орадя (Надьварад), Зеринвар (Уйзриньивар) — разместились турецкие гарнизоны, а размер дани, отправлявшейся в Стамбул, был резко повышен. Общий кризис в Османской империи привёл к ухудшению положения населения её венгерских провинций. Тем не менее новые восстания куруцев, последовавшие в 1670-х годах в северной Венгрии, были направлены против Австрии. Мятежников поддерживал король Франции Людовик XIV.
Первое восстание началось в 1672 году, но куруцы были быстро разбиты; в 1678 году их возглавил дворянин Имре Тёкёли, которому удалось захватить большую часть Королевской Венгрии. Некоторое время он лавировал между Стамбулом и Веной, но в 1682 году заключил союзный договор с Мехмедом IV, что стало причиной похода турок на Вену и в итоге закончилось падением османского господства в Венгрии.
В 1683 году османская армия предприняла поход на Вену, её осада завершилась сокрушительным поражением турок.
После этого началась война Священной лиги против Османской империи (1684—1699 годы). В 1686 году австрийцы осадили Буду (в осаде приняли участие 15 тысяч венгров) и после 2,5 месячной осады взяли её 2 сентября 1686 года; столица Венгрии, представлявшая собой сплошное пепелище, была отдана на трёхдневное разграбление. Это событие отмечала вся Европа: от Рима до Амстердама и от Венеции до Мадрида победу праздновали салютом, народными гуляньями и благодарственными процессиями, папа провозгласил день взятия Буды религиозным праздником. До конца 1686 года были взяты также Печ и Сегед; поражения были столь велики, что турки впервые за всю историю Османской империи сами предлагали мирные переговоры. Буда лежала в развалинах, и австрийцы не спешили возрождать её, наместнический совет оставался в Пожони ещё при Иосифе II.
В 1687 году австрийцы завоевали Трансильванию (Михай Апафи вынужден был принять покровительство императора), Хорватию, Славонию; этот год был отмечен кровавой расправой габсбургских войск над массой венгерских протестантов (резня в Пряшеве).
В 1687 году на сейме в Пожони венгры по предложению австрийского императора Леопольда I признали наследственные права на венгерскую корону за мужским коленом Габсбургов: они могли теперь вступать на венгерский трон без всяких выборов. Статья Золотой Буллы 1222, дозволявшая восстание против нарушившего конституцию короля, была отменена. Королём Венгрии объявлен Йожеф (Иосиф) I, старший сын Леопольда I.
В 1690 году умер Михай Апафи, и Вена отказалась признать его сына Михая II законным наследником Трансильвании; Имре Тёкёли с помощью турок сумел восстановить независимость Трансильвании, но в том же году она была окончательно завоёвана австрийцами.
Успешное контрнаступление турок окончилось их тяжёлым поражением в битве при Зенте (1697 год), после которой вся территория бывшего Венгерского королевства, за исключением Баната, оказалась под властью Габсбургов (согласно Карловицкому миру 1699 года). Банат был присоединён после новой австро-турецкой войны согласно Пожаревацкому миру 1718 года.

## В составе Габсбургской монархии

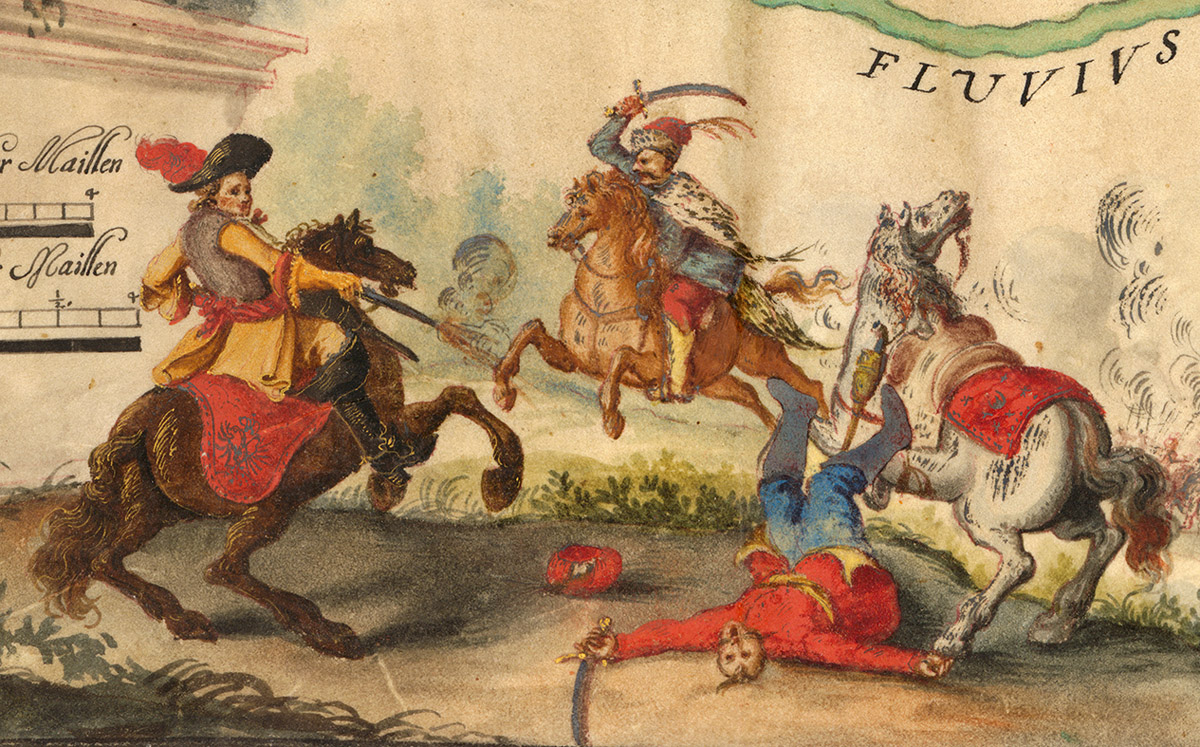
Нападение куруцев. Рис. неизвестного художника (1718)

После освобождения Венгрии австрийцы повели себя там, как в завоёванной стране: от своих новых владений они ждали в основном денег, чтобы покрыть дефицит бюджета, начали самовольно вводить новые налоги и с большой строгостью собирать их, нарушали венгерскую конституцию, даже попытались упразднить национальный сейм. Всех землевладельцев, имевших собственность в отвоёванных районах, обязали представить документы, при отсутствии которых их поместья продавались с аукциона — генералам, аристократам и армейским снабженцам; венгерские полки были расформированы, а оборона южной границы поручена сербам, в Задунавье были расселены немцы-католики.

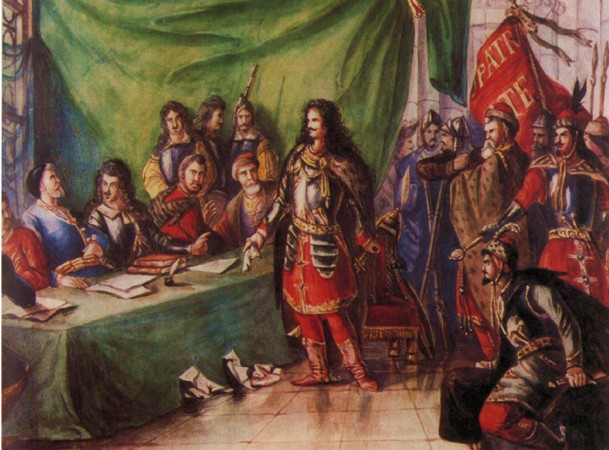
Капитуляция Ференца Ракоци в 1711 г. в Сатмаре. Худ. Мор Тан (1846)

Притеснения протестантов, посягательства новых властей на конституцию и свободы венгров (проект кардинала Колонича) вызвали новое восстание куруцев (1703—1711). Повстанцев возглавил Ференц (Франц) Ракоци, внук Дьёрдя Ракоци II и пасынок Имре Тёкёли. Воспользовавшись Войной за Испанское наследство, которая отвлекла главные силы австрийцев, куруцы овладели почти всей территорией Венгрии, угрожали самой Вене, австрийцы удержали в Венгрии лишь несколько крепостей. Однако венгерское ополчение было явно слабее регулярной австрийской армии: в открытых сражениях австрийцы имели успех даже при столкновениях с превосходящими их по численности в 2-3 раза силами повстанцев. Куруцы искали союза с Францией и Россией, но реальной помощи так и не получили. Ференц Ракоци учредил сенат из прелатов и аристократов, создал регулярную армию, поощрял торговлю, но крепостного права не отменил, лишь воевавшие крестьяне временно освобождались от повинностей. В 1708 году куруцы потерпели поражение у Тренчина, в 1710 году — у Сольнока и Эгера; Ракоци отступил к Мункачу, Пётр I обещал ему помощь, но этому помешала неудача Прутского похода. В 1711 году был заключён Сатмарский мир, по которому Венгрия снова признала власть Габсбургов, 12-тысячная армия Ференца Ракоци капитулировала. Сам Ракоци отказался признать мир, пытался получить помощь в России, потом во Франции, наконец уехал в Турцию, где и умер в 1735 году. В результате примирения протестанты получили всеобщую амнистию, религиозную свободу, а Габсбурги обещали замещение должностей в Венгрии исключительно венграми.
Император Карл VI (в Венгрии — Карой III, 1711—1740 годы) в течение всего своего правления был озабочен тем, чтобы передать нераздельными свои обширные владения своей дочери Марии Терезии. После смерти Карла VI против его дочери выступили Пруссия, Бавария, Франция, развязав войну за Австрийское наследство (1740—1748). У 23-летней Марии Терезии не было в достаточном количестве ни денег, ни солдат, это побудило её обратиться за помощью к венграм на сейме в Пожони. Венгры охотно откликнулись и в короткий срок выставили 100-тысячную армию, которая позволила остановить наступление противников, а в итоге — сохранить под властью Габсбургов почти все владения Карла VI. Мария Терезия старалась отблагодарить венгров, статус Венгрии в составе Габсбургской монархии в течение XVIII века неуклонно возрастал, Хорватия все более ставилась в зависимость от Венгрии и постепенно была обращена в венгерскую провинцию.
Приверженец централизации и германизации, Иосиф II (1780—1790) решительно наложил руку на конституционную свободу и старые учреждения Венгрии. Насколько были благодетельны уничтожение крепостного права и религиозная свобода, настолько произвели всеобщее раздражение в Венгрии, а затем вызвали и явный протест такие меры, как присвоение Иосифом себе прав сейма, уничтожение дворянских привилегий, введение немецкого языка в администрацию и особенно — уничтожение комитатского деления. Оскорблённые в своих исторических правах, венгры потребовали сейма, и волнение готово было обратиться в новое восстание, так что Иосиф принуждён был уступить и перед смертью отменил все почти нововведения.
Либеральный брат Иосифа, Леопольд II (1790—1792), возвратил Венгрии её учреждения. Хорватия, несколько восстановившая свою автономию соглашением с венграми при Иосифе II, вновь была поставлена в большую зависимость от венгерского центрального управления. Сербам, которые ещё были привилегированным народом и имели политическое представительство в сербском церковном соборе, были даны общие венгерские гражданские права, чем была достигнута политическая их ассимиляция с прочим населением. Автономия осталась у них ещё в церковных делах (собор), с которыми связались отныне все их национальные интересы.
Франц II (1792—1835) во время наполеоновских войн нуждался в Венгрии ради войска и денег и для того созывал сеймы.
В 1794 году был раскрыт заговор «венгерских якобинцев», руководители заговора были казнены.
Рекрутский набор и увеличение податей вызвали неудовольствие; сейм 1825 года поставил на будущее время эти меры в зависимость от сейма и обязал Франца к созыву сейма каждые 3 года. Мадьярская оппозиция, отстаивая либеральную программу, преследовала и национально-венгерские цели, достигла введения венгерского языка в делопроизводство и основания Венгерской академии наук (1825 год).
При Фердинанде I (1835—1848) всё резче обозначались новые политические течения и образовались партии (три), ведшие между собой борьбу, в которой крепли и развивались национальное самосознание и мадьяризм. На консервативную партию, состоявшую из значительной части высшего дворянства и меньшинства низшего, с Дешеффи (Dessewffy) во главе, опиралось правительство. Сильнейшей была партия либеральная, представлявшая оппозицию, с графом Баттяни и Кошутом во главе. Кроме части высшего дворянства, готового поступиться своими привилегиями для блага нации, к оппозиции принадлежало большинство низшего дворянства и народ. Они требовали прав для недворянских сословий, равенства перед законом, свободы печати и т. д., и кое-чего[чего?] успели достигнуть (в 1840-х годах). Либерально-консервативная умеренная партия, со Иштваном Сечени во главе, не имела большой силы. Правительственная система Меттерниха вызывала в Венгрии все большее и большее недовольство, умеряемое лишь популярностью эрцгерцога-палатина в 1796—1847 годах Иосифа Австрийского. Венгерский язык решительно становился официальным вместо прежней нейтральной латыни.

## Австро-Венгрия
Австро-Венгрия появилась в 1867 году в результате двустороннего соглашения между австрийскими немцами и венграми, реформировавшего Австрийскую империю (которая, в свою очередь, была создана в 1804 году). Венгерское королевство получило широкую автономию в составе империи, в том числе значительные «полуколониальные» владения (Трансильвания, Хорватия, Словакия), образовавшие вместе так называемую венгерскую Транслейтанию, в которой венгры составляли лишь около 45 % населения. Венгерская элита добилась права на свой официальный язык — венгерский, развернула довольно агрессивную кампанию по мадьяризации — языковой ассимиляции меньшинств, составлявших большинство населения Транслейтании.
Австро-Венгрия прекратила существование после поражения в Первой мировой войне. Император Карл IV отстранился от управления страной 12 ноября 1918 года. Королевство Венгрия стало Венгерской Народной Республикой.